# Carlos Ritter
Carlos Ritter (São Leopoldo, 21 de janeiro de 1851 – Pelotas, 11 de outubro de 1926) foi um empresário brasileiro.
Filho do imigrante alemão Georg Heinrich Ritter, casou-se com Auguste Jeanete Kessler e teve cinco filhos.
Fundou a Cervejaria Ritter em Pelotas, em 1876, que na virada do século XIX, era uma das maiores cervejarias do Brasil, produzindo 4.5 milhões de garrafas por ano. Nessa época já havia obtido prêmios internacionais, devido à qualidade garantida pela importação de equipamentos e técnicos alemães. Em 1911, era responsável pela metade da arrecadação da Mesa de Rendas de Pelotas.
Em 20 de outubro  de 1888, aparece como tesoureiro e fundador da Die Deutsche Evangelische Gemeinde in Pelotas, ou a Comunidade Evangélica Alemã em Pelotas, foi depois seu presidente entre 1895 e 1899. Foi sócio fundador 
da Sociedade Escolar, mantenedora do Collegio Allemão de Pelotas, ocupou o lugar de membro de honra da diretoria da citada sociedade a partir de 1906 até 1923, mais tarde a escola recebeu o nome de Collegio Carlos Ritter, mantendo-o até seu fechamento na Segunda Guerra Mundial, em 1942.
Foi um dos fundadores, em 1887, do Centro Agrícola-Industrial de Pelotas, que tinha o objetivo de consolidar o comércio, a agricultura e a indústria desta região. Criou o Jardim Ritter, na década de 1880, um local onde funcionava o Clube Germânia, no bairro Fragata, ocupando uma grande área arborizada, chamava a atenção por sua beleza  natural e por ser um local de fácil acesso, através de bondes de tração animal. As bandas musicais eram frequentes, e a entrada se dava mediante o pagamento de 500 réis com o direito a uma garrafa  de cerveja. As mulheres nada pagavam.
Naturalista autodidata, reuniu uma grande coleção particular, que depois deu origem ao Museu de História Natural Carlos Ritter, em Pelotas.